# 347 (číslo)
Tři sta čtyřicet sedm je přirozené číslo, které následuje po čísle tři sta čtyřicet šest a předchází číslu tři sta čtyřicet osm. Římskými číslicemi se zapisuje CCCXLVII a řeckými číslicemi τμζ.

## Matematika
347 je:
- Bezpečné prvočíslo
- Nepříznivé číslo
- Nešťastné číslo

## Astronomie
- (347) Pariana je planetka hlavního pásu, kterou objevil v roce 1892 Auguste Charlois

## Doprava
- Silnice II/347 je česká silnice II. třídy vedoucí na trase Habry – Světlá nad Sázavou – Humpolec – peáž s I/34 – II/602[1]

## Roky
- 347
- 347 př. n. l.